# Liste des évêques de Thiès
La liste des évêques de Thiès établit dans l'ordre chronologique la liste des titulaires du siège épiscopal du diocèse de Thiès (Dioecesis Thiesinus), au Sénégal.
Le diocèse de Thiès est créé le 6 février 1969, par détachement de l'archidiocèse de Dakar.

## Évêques
- 6 février 1969 -† 4 février 1985 : François-Xavier Dione
- 4 février 1985 - 17 octobre 1986 : siège vacant
- 17 octobre 1986 -† 18 janvier 2011 : Jacques Sarr (Jacques Yandé Sarr)
- 18 janvier 2011 - 18 janvier 2013 : siège vacant
- 18 janvier 2013 - 22 février 2025 : André Gueye, nommé archevêque de Dakar
- depuis le 22 février 2025 : siège vacant

## Sources
- L'Annuaire pontifical, sur le site catholic-hierarchy.org, à la page relative au diocèse de Thiès.